# Convolvulus taquetii
Convolvulus taquetii är en vindeväxtart som beskrevs av Leveille. Convolvulus taquetii ingår i släktet vindor, och familjen vindeväxter. Inga underarter finns listade i Catalogue of Life.